# Рене Декарт
Рене Декарт (лат. Renatus des Cartes, фр. René Descartes; Ла Еј, 31. март 1596 — Стокхолм, 11. фебруар 1650) био је француски филозоф математичар и научник чије је дело Геометрија (La geometrie) поставило основе данашњој аналитичкој геометрији. Зачетник је нововековног филозофског правца рационализма, а често се каже да се у његовом дјелу могу наћи и неке од првих емпиристичких теза. У Медитацијама о првој филозофији досљедно (тзв. методском сумњом) изводи оно прво сигурно сазнања и уобличава га у чувено Cogito ergo sum став који ће значити изворни преокрет у нововековној европској мисли, одвајајући је од средњовековног теоцентричног погледа схоластичке провенијенције. У Декартовој филозофији, рекао би Хегел, субјект постаје за себе, конкретизује се превазилазећи античку објективност.
Декарт је своје најпознатије дело Расправу о методи (фран. Discours de la méthode, 1637) објавио на матерњем, француском језику, а не на латинском учене Европе, јер се не обраћа људима књишке учености него људима здравог разума. Извесност у сазнању савременог човека, према Декарту, постиже се методом универзалне сумње, којом се одбацује све што није јасно и очигледно, а што је очигледно и јасно, то је извесно и истинито. Декарт је показао да у практичном животу не можемо незаинтересовано и унедоглед изводити научна истраживања као у теорији јасне и разговетне спознаје, нити пак ову као у техници накнадно примењивати на етичко-политичко деловање, него да се морамо одлучити за деловање у свакој датој ситуацији, јер „деловање не трпи одлагања”. Декартова најпознатија и најзнаменитија тврдња је „Мислим, дакле постојим“.

## Биографија
Рођен је 31. марта 1596. године у Ла Еју (La Haue, данас La Haue Descartes) у Француској. Образовање је стекао у Ањону уписавши тада елитну језуитску школу у Ла Флешу (La Fleche) са само осам година (1604).  где се упознао са математиком и физиком, укључујући и Галилеов рад. Ту је провео осам година учећи логику, математику и традиционалну Аристотелову филозофију. Његов биограф Адријан Бајет (Adrian Baillet) тврди да је имао проблема са здрављем, па је добио дозволу да остаје у кревету до једанаест сати ујутру. Ту навику је задржао до краја живота. Једини предмет којим је био задовољан била је математика. Ово сазнање не само што је утицало на његов начин размишљања, већ и на његов целокупни рад.
По завршетку школе преселио се у Париз и после неког времена уписао је Универзитет у Пуатијеу (Poitiers). Дипломиравши права 1616, пријавио се за војну школу у Бредау (Breda). 1618. године почео је да учи математику и механику код холандског научника Исака Бекмана (Isaac Beeckman), спознајући јединство природних наука. После две године проведене у Холандији, путовао је по Европи да би се 1619. године прикључио Баварској војсци. У периоду од 1620. до 1628. године Декарт је путовао по Европи, боравећи у Чешкој (1620), Мађарској (1621), Немачкој, Холандији и Француској (1622—1623). У Паризу је 1623. упознао Марена Мерсена (Marina Mersenne) који му је постао доживотни пријатељ и веза с многим тадашњим ученим људима. Из Париза је отпутовао у Италију, где је неко време боравио у Венецији, да би се поново 1625. године вратио у Француску. Декарт се временом уморио од силних путовања и одлучио да се скраси. Дуго је бирао земљу која би одговарала његовој природи и на крају се одлучио за Холандију. Ту је живео током следећих двадесет година. Непосредно после настањења у Холандији, Декарт је почео да ради на својој првој великој тези у области физике, под називом Свет (Le Monde, ou Traité de la Lumiere). При завршетку овог рада до њега је стигла вест да је Галилеј осуђен на кућни затвор. Декарт је одлучио да не ризикује објављујући свој рад, тако да је Свет објављен само делимично после његове смрти. У Холандији је Декарт имао много пријатеља међу научницима. И даље је одржавао пријатељство са Бекманом и Мерсеном. Контактирао је и са многим другим научницима и мислиоцима свога времена.
Године 1649. шведска краљица Кристина убедила је Декарта да дође у Стокхолм. Двадесеттрогодишња краљица је желела да је Декарт подучава филозофији у пет сати ујутро, због њених државничких дужности само је тада имала времена. Желећи да својим саветима утиче на ћудљиву владарку тада моћне земље како би тиме учинио нешто за мир у свету, Декарт је подносио сурове услове у земљи стена и глечера. После само неколико месеци проведених на хладној северној клими, ходајући свако јутро до палате, Декарт је умро 11. фебруара 1650. године од запаљења плућа, у педесет и четвртој години.

## Дела
Подстакнут од стране пријатеља да објави своје идеје, Декарт је, иако чврсто одлучивши да не објављује Свет, када је чуо за осуду Галилеја, написао кратак спис под насловом Реч о методи (Discours de la method pour bien conduire sa raison et chercher la verite dans les sciences); ово се дело често преводи као Расправа. Међутим, Декарт у једном писму експлицитно каже да није дао делу име Расправа зато што то исувише подсећа на схоластику. Осим тога, реч је о полубиографском тексту, први његов део, и стога је један од важних извора за Декартову биографију. Уз Реч о методи, Декарт је објавио и три додатка: Диоптрија (La Dioptrique), Метеори (Les Meteores) и чувени спис Геометрија (La Geometrie). Теза је објављена у Лајдену (Leiden) 1637. године. Декарт је пријатељима тада писао:
Покушао сам у Диоптрији и Метеорима да покажем да је мој метод бољи од традиционалног, а у Геометрији сам то и демонстрирао.
Дело је говорило о томе који је, по Декартовом мишљењу, бољи начин стицања знања од оног који је описан код Аристотела. Декарт је веровао да једино математика представља сигурно знање, па је зато тврдио да све мора бити засновано на њој. У Речи о методи Декарт је први пут формулисао темељне принципе своје филозофије: радикалну сумњу из које следи увид cogito, ergo sum (мислим, дакле јесам). Могу сумњати у све, али сам чин сумње говори да ја као сумњајући морам постојати. Ту је и формулисао своја два доказа за егзистенцију Бога, узрочни и онтолошки.
Диоптрија је дело о оптици. Идеје које овде промовише нису суштински нове. Његов прилаз експерименту је био од великог доприноса науци. Метеори је дело о метеорологији и значајно је по томе што је то први покушај да се са научне стране приђе проучавању временских прилика. Иако је већина Декартових тврдњи била погрешна, што је и он могао да увиди да је урадио неколико лакших експеримената, после објављивања овог дела метеорологија је почела да се развија као наука.
Далеко најзначајнији део његове тезе била је Геометрија. То је био први корак ка стварању појма инваријантности и у том делу Декарт представља аналитичку геометрију као метод помоћу кога се геометријске фигуре приказују помоћу алгебарских једначина. Тиме је Декарт алгебру довео у везу са геометријом. Алгебра је у његовом приказу омогућила препознавање типичних геометријских проблема и довела у везу неке проблеме који са геометријске тачке гледишта немају ништа заједничко. Такође, алгебра је у геометрију увела најприродније пропорције и хијерархије метода. Не само да су се геометријски проблеми решавали елегантно, брзо и потпуно, него се без одговарајуће алгебре ти проблеми и не би могли решити. Декарт је у овом делу увео и познате конвенције за означавање константи са a, b, c... затим променљивих са x, y, z... и степених функција са експонентима какве данас познајемо x², x³, метод за изолацију корена познатији као Декартово правило знакова, и тако даље. Неке идеје у Геометрији су можда потекле или су биле под утицајем ранијих радова појединих математичара, али нико до Декарта није повезао алгебру и геометрију.
Декартово дело Медитације, објављено 1641. године, написано је за филозофе и теологе. Састоји се из шест медитација, О Стварима у које можда сумњамо, О Природи и Човековом Интелекту, О Богу: да постоји, О истини и грешкама, О природи материје, О постојању материје и стварној разлици између тела и душе човека. Декарт није желео да Медитације објави пре него што чује шта о њима имају да кажу учени људи његовог времена, па је замолио Мерсена да их проследи на што више адреса. Мерсен је то и урадио и резултат је седам скупова примедаба на које је Декарт написао одговоре и објавио их заједно с Медитацијама. Писци примедаба били су водеће личности у тадашњој европској заједници учених, између осталих и Антоан Арно, Пјер Гасенди и Томас Хобс. Примедбе су дале Декарту прилику да разјасни многе аспекте свог темељног филозофског дела: природу идеја и њихове објективне стварности, разумевање Бога као узрока самог себе (causa sui), однос душе и тела, онтолошки доказ, учење о створености вечних истина.
Будући да се рађамо као деца и да смо о чулним стварима доносили свакојаке судове још пре него што смо својим умом у потпуности научили да се сложимо, бројне нас предрасуде одвраћају од истинског сазнања. Тих се предрасуда, чини се, можемо решити само ако једном у животу својевољно почнемо да се двоумимо о свему ономе у чију се извесност макар и најмање може посумњати... Али ако на тај начин одбацимо све што је у било ком погледу двосмислено и можда лажно, можемо додуше лако да претпоставимо да не постоји ни Бог, ни небо, ни тело, да немамо ни руку ни ногу и да уопште немамо тела али се не може претпоставити да ми, који све то мислимо, нисмо ништа. Јер противречно је да мисаоно биће не постоји док мисли. Према томе, сазнање „мислим, дакле јесам“ (cogito, ergo sum) од свих је прво и најсигурније те се с њим сусреће свако ко систематично филозофира.— Рене Декарт, Принципи филозофије, II, 1 и 7.
Принципи Филозофије дело је које је објављено у Амстердаму 1644. и за које се Декарт надао да ће заменити схоластичке уџбенике, те га је и писао налик на њих, користећи у првом делу један више схоластички језик него што је то чинио раније. Ово дело се састоји из четири дела, у којима Декарт покушава да читавом универзуму припише математичку основу, сводећи сва изучавања на искључиво научна. Ова идеја је била веома значајна, јер је усмерила науку тог времена. Декарт није веровао да постоји интеракција на даљину. Зато, по њему, не постоји вакуум око Земље, јер би у противном постојао начин да се сила преноси на даљину. У много чему је Декартова теорија, по којој сила делује искључиво преко контакта, била прихватљивија од мистериозног ефекта гравитације на даљину. С друге стране, Декартова теорија узела је много тога здраво за готово, тј. у њој Декарт претпоставља да важи нешто само на основу свог веровања да је то истина. Он претпоставља да је универзум испуњен материјом која се помоћу неког првобитног кретања претворила у систем вртлога који држи планете, звезде, Сунце и комете на својим путањама. Упркос проблемима са теоријом вртлога, то је била водећа теорија у Француској чак и скоро сто година након што је Њутн показао да је такав динамички систем немогућ. Дејвид Брустер (David Brewster), Њутнов биограф из 19. века, рекао је о теорији вртлога, коју је Декарт у своје време изнео, следеће:
Ова идеја се тако сигурно учврстила ... Уопште се није постављало питање сумње у ову једноставну и фантастичну теорију Принципа ... Нешколован мозак није могао да поверује у то да велике масе планета висе у празном простору и задржавају своје орбите под дејством невидљиве силе(?)
Иако је Декартова теорија подржавала природну филозофију теолога и метафизичара Хенрија Мура (Henry Moore) и сам Мур јој је нашао неколико приговора. Упркос томе за Декартов рад је написао:
Ја ценим Декарта као човека који је проникао у суштину Природе и спознао је више него било ко други током ових шеснаест векова...
Између 1648. и 1649. године њих двојица су разменили многобројна писма у којима је Мур истакао неколико значајних замерки Декартовој теорији. Декарт као да се није ни освртао на њих. Мур га је на крају упитао:
Зашто су твоји вртлози у облику елипса, а не рецимо колона или цилиндара, јер свака тачка са осе вртлога је као центар из кога се узвишена материја губи, колико ја видим, константним импулсом? ... шта је узрок томе што се све планете не окрећу у једној равни? ... И Месец, није ни у равни Земљиног екватора, нити у равни паралелној тој?
Године 1644, када су објављене Медитације, Декарт је посетио Француску. У Француску се поново вратио 1647. када је упознао Паскала и препирао се са њим о томе да вакуум не може да постоји.
Треба још споменути и Декартову преписку. Од десет томова стандардног данашњег издања његових дела, преписка заузима првих пет (Oeuvres de Descartes, publ. par C. Adam et P. Tannery, поправљено издање, Vrin, Paris, 1964). У писмима Декарт први пут износи своју доктрину о створености вечних истина, расправља с Елизабетом, принцезом Моравском о страстима душе и дуализму душе и тела, дебатује о физици и метафизици.

### Начела методе
У свом делу Раправа о методу износи критику дотадашње филозофске и научне мисли, те указује на потребу ревизије појмова и метода којима су се градиле научне теорије. Основа спознаје треба бити могућност човека да својим умом доноси ред у проучавање ствари те онда правилно закључује. Његова метода правилног спознавања заснива се на следећим правилима:
- Све треба примати критички и као истину узети само оно што се уочава јасно и разговетно (clare et distincte).
- Сваки проблем поделити у више делова, да би се лакше дошло до решења.
- Закључивати полазећи од једноставнијег према сложеном и тако, као по степеницама, доћи до спознаје.
- Проверити, чинећи опште прегледе, да нешто није испуштено.

Као успешан пример примене тих метода наводи еуклидску геометрију која је изведена из најједноставнијих и очигледних истина. Његова спознајна теорија, чији је основни став методичка сумња, доследно изведена из његових филозофских схватања. Данас се користи у свим истраживачким пројектима у свим подручјима науке.

### Допринос у математици
Декарт је био зачетник модерне математике и аналитичке геометрије. Његов допринос математици види се у:
- употреби правоугаоног координатног система (Декартов координатни систем),
- увођењу појма променљиве величине (варијабле),
- свођењу геометријских проблема на алгебарске и оснивању аналитичке геометрије,
- праве и криве добијају алгебарске изразе и тако се испитују,
- предоџба о реалном броју му је слична данашњој,
- међу првима је уочио да вреди основни теорем алгебре,
- у делима користи терминологију сличну данашњој,
- знао је за Ојлерову формулу,
- схвата функцијску везу,
- алгебарска крива трећег ступња носи име Декартов лист.

#### Правоугаони координатни систем
Поставимо међусобно нормално два бројевна правца, x и y, тако да имају заједнички почетак О. На бројевном правцу x позитивни бројеви су с десне стране од почетка, а на бројевном правцу y позитивни су бројеви смештени изнад почетка, што је на слици означено стрелицама. Правце x и y зовемо координатним осама. Правац x је оса апсциса, а правац y оса ордината. На овај је начин одређен систем који се назива правокутни координатни систем или Декартов координатни систем (према Декарту, лат. Renatus Cartesius, који га је први почео употребљавати). За одређивање положаја тачке у тако одређеној координатној равнини потребно је знати њене две координате, апсцису и ординату.

#### Оснивање аналитичке геометрије
У разматрању Паповог неодређеног проблема у делу Геометрија, Декарт чини нови одлучни корак. Он је утврдио да тај проблем има бесконачно много решења која за бесконачно много различитих вредности x решавањем једначине њима придружују бесконачно много вредности y. Тако добијен скуп различитих тачака чини криву у равнини. На тај начин он је утврдио везу између међусобно зависних величина x и y (почетак схватања функцијске везе, која је у општем смислу схваћена тек у 18. веку), те везу алгебарске једначине. То су били битни елементи из којих се развила посебна математичка дисциплина – аналитичка геометрија.

#### Терминологија
У својим делима се служио терминологијом која се не разликује пуно од данашње. Тако користи ознаке:
- за варијабле: x, y, з, ...
- за константе: a, b, c, ...
- степене: x3, x5, ...

#### Основни став алгебре
Основни ставак алгебре, који је први доказао Гаус, гласи: Сваки полином ступња n&nbsp;≥&nbsp;1 (с реалним или комплексним коефицијентима) има нулту тачку у скупу комплексних бројева. То такође значи да једначина ступња n „уопштено“ има n решења, било из скупа реалних или комплексних бројева, а понекад је неко решење и вишеструко. Основни став алгебре има директну везу с раставом полинома на просте факторе јер вреди: Сваки се полином ступња n&nbsp;≥&nbsp;1 може факторисати на следећи начин , где су  нулте тачке полинома P(z).

#### Ојлерова формула
У случају конвексног полиедра вреди формула V - B + S = 2, где је V број врхова, B број ивица, а S број страна. На пример за коцку се добија једнакост 8 – 12 + 6 = 2, а за четворострану пирамиду 5 – 8 + 5 = 2. Сматра се да је тим теоремом започела теорија графова. За њу је знао још Декарт 1620, али ју је доказао тек Леонард Ојлер 1758.

#### Декартов лист
Декартов лист је алгебарска крива трећег ступња једначине:  Асимптота те криве је права x + y + a = 0. Декарт ју је проучавао 1638, али је пронашао њен тачан облик само у 1. квадранту те мислио да се он понавља и у остала три.

### Допринос у физици
У физици је Декарт поставио нека нова решења тадашњих проблема, а већину је изнео у свом делу Природна филозофија (1644). Највише се бавио механиком и оптиком, али је у том делу изнео прву целовиту филозофију која се ослања на хелиоцентрични систем, што је представљало значајно одступање од до тада превладавајуће перипатетичке филозофије с геоцентричким системом. Ускоро је потиснута због све већег броја доказа у корист Њутнове природне филозофије. Ипак, Декарт је први:
- увео појам количине кретања и изнео закон о његовом очувању,
- са Холанђанином Вилебрордом Снелом је открио закон о лому светлости,
- проучавањем лома светлости унутар капљице воде протумачио настанак дуге (1649).

#### Закон о количини кретања
Иако је Галилео Галилеј био близу начела устрајности у праволинијском кретању, Декарт је био један од првих који је јасније формулисао то начело у своја два закона о кретању:
Тело не мења своје стање кретања (или мировања) све док оно не сретне друго тело; једном у кретању, сва тела настављају да се крећу.
Сви делови материје теже кретању дуж праве све док не сретну друге делове материје. Осим тога, сматрао је да је кретање неуништиво и да га има колико га је било и у тренутку стварања света. Под изразом очување кретања он сматра данашњу количину кретања и каже:
Ако се део материје креће два пута брже од другог дела, а тај други део материје је два пута већи од првога дела, онда морамо држати да има исто толико кретања у првом колико и у другом делу.
Једнакост за количину кретања је:
{\displaystyle \mathbf {p} =m\mathbf {v} .}

#### Теорија етеричних вртлога
Теорија етеричних вртлога је, уз закон о очувању количине кретања, темељно кинематичко начело Декартове физике. Тако је према његовој теорији почетна материја била непокретна док Створитељ у њу није увео кретање. Тада је свака честица добила ротацију око своје осе, а скуп великог броја честица добија ротацију око неке замишљене осе. Он тако сасвим уопштено описује вртлоге честица као звезданих састава с планетама и њиховим сателитима, указујући, попут Ђордана Бруна, да је Сунчев систем само један од многобројних у свемиру.

#### Преламање светлости
Декарт је с В. Снелом први формулирао закон о преламању свјетлости који се односи на добро познату појаву ломљења светлости на граници две средине. Закон лома светлости, у физици познат и као Снелов закон, гласи:
Светлост која пада на границу двае средине индекса лома  и  прелазом из једне у другу средину ломи се тако да:
- упадни зрак, нормала на границу средина и ломљени зрак леже у истој равнини,
- угао лома и угао упада задовољавају Снелов закон: .

Индекс лома у некој средини је однос брзине светлости у вакууму (највећа могућа брзина) и брзине светлости у тој средини. Оптички гушћа средина је она која има већи апсолутни индекс лома, а она чији је индекс лома мањи зове се оптички ређом средином.

#### Настанак дуге
Дисперзија светлости је појава разлагања вишебојне светлости на саставне боје проласком кроз неку средину. Дешава се због различите брзине светлости унутар неке средине зависно од боје светлости. Проласком беле светлости кроз такво (дисперзивно) средство она се разлаже на боје. Различити индекс лома за различиту боју узрокује и различити угао лома за ту боју. Тако се схватило да је светлост вишебојна. Најчешћи пример за дисперзију је пролазак беле светлости кроз призму (чиме се бавио Исак Њутн), али леп примјер налази се и у природи, у облику дуге. Тада се светлост разлаже на боје проласком кроз капљице воде. То је протумачио Декарт 1649.

## Филозофија
Идеја да су ум и тело одвојени и да се разликују постоји још од Платона и старих Грка, али је филозоф из 17. века Рене Декарт први детаљно описао однос ума и тела. Декарт је написао своју прву филозофску књигу Де Хомине („Човек“) 1633. године, у којој описује дуализам ума и тела: нематеријални ум или „душа“, каже Декарт, седи у епифизи мозга и размишља, док је тело попут машине која функционише помоћу „животињских духова“ или течности, која протиче кроз нервни систем да изазове кретање. Ову идеју је популаризовао у 2. веку Гален, који ју је повезао са својом теоријом о хумору; али је Декарт први то детаљно описао и нагласио раздвојеност ума и тела. У писму француском филозофу Марину Мерсену, Декарт објашњава да је епифиза „седиште мисли“, па тако мора бити и дом душе, „јер се једно не може одвојити од другог“. То је било важно, јер у противном душа не би била повезана ни са једним чврстим делом тела, рекао је, већ само са психичким духовима. Декарт је замислио ум и тело у интеракцији кроз свест о животињским духовима за које је речено да теку кроз тело. Сматрало се да ум или душа, настањени у пинеалној жлезди, која се налази дубоко у мозгу, понекад постају свесни покретних духова, што је тада изазвало свестан осећај. На овај начин тело би могло утицати на ум. Слично, ум би могао утицати на тело изазивајући одлив животињских духова у одређени део тела, покрећући акцију.

### Аналогија за ум
Узимајући инспирацију из француских формалних вртова у Версају, са њиховим хидрауличним системима који испоручују воду у вртове и њиховим разрађеним фонтанама, Декарт описује духове тела који управљају нервима и мишићима попут силе воде, и „На овај начин изазивају кретање у свим деловима.“ Он је објаснио: „У овој машини постоји душа која расуђује; оно има своје главно место у мозгу, где је попут фонтанера који мора бити у резервоару, где су све цеви машине продужене, када жели да покрене, заустави или на неки начин промени своје поступке. " Док се филозофи и даље расправљају о томе јесу ли ум и мозак некако различити ентитети, већина психолога изједначава ум с радом мозга. Међутим, у практичном смислу, разлика између менталног и физичког здравља је сложена: то двоје је уско повезано када се каже да ментални стрес узрокује физичку болест или када хемијска неравнотежа утиче на мозак.

## Одабрана дела
- (1618);
- Правила за управљање духом (лат. Regulae ad directionem ingenii, 1628);
- Расправа о методу (фран. Discours de la méthode, 1637);
- Диоптрија (La dioptrique, 1637);
- Метеори (Les méthéores, 1637);
- Геометрија (La géometrie, 1637);
- Размишљања о првој филозофији (Meditationes de prima philosophia, 1641);
- Начела филозофије (Principia philosophiae, 1644);
- Расправа о страстима душе (Traité des passions de l’âme, 1649).

### Преводи појединачних радова
- [мртва веза]
- 1619-René Descartes, Isaac Beeckman, Marin Mersenne. Lettere 1619-1648. 1648., ed. by Giulia Beglioioso and Jean Robert-Armogathe, Milano, Bompiani, 2015 pp. Descartes, René; Beeckman, Isaac; Mersenne, Marin (1696). Lettere (1619-1648). Testo francese e latino a fronte. Bompiani. ISBN 978-88-452-8071-9.

### Секундарна литература
- Agostini, Siegrid; Leblanc, Hélène, ур. (2015). Examina Philosophica. I Quaderni di Alvearium (PDF). Le fondement de la science. Les dix premières années de la philosophie cartésienne (1619—1628).
- Boyer, Carl (1985). A History of Mathematics. Princeton, NJ: Princeton University Press. ISBN 978-0-691-02391-5.
- Carriero, John (2008). Between Two Worlds. Princeton University Press. ISBN 978-0-691-13561-8.
- Clarke, Desmond (2006). Descartes: A Biography. Cambridge: Cambridge University Press. ISBN 978-0-521-82301-2.
- Costabel, Pierre (1987). René Descartes – Exercices pour les éléments des solides. Paris: Presses Universitaires de France. ISBN 978-2-13-040099-8.
- Cottingham, John (1992). The Cambridge Companion to Descartes. Cambridge: Cambridge University Press. ISBN 978-0-521-36696-0.
- Duncan, Steven M. (2008). The Proof of the External World: Cartesian Theism and the Possibility of Knowledge. Cambridge: James Clarke & Co. ISBN 978-02271-7267-4. Архивирано из оригинала 23. 12. 2008. г. Приступљено 17. 6. 2017.
- Farrell, John (2006). „Demons of Descartes and Hobbes.”. Paranoia and Modernity: Cervantes to Rousseau. Cornell University Press.
- Garber, Daniel (1992). Descartes' Metaphysical Physics. Chicago: University of Chicago Press. ISBN 978-0-226-28219-0.
- Garber, Daniel; Ayers, Michael (1998). The Cambridge History of Seventeenth-Century Philosophy. Cambridge: Cambridge University Press. ISBN 978-0-521-53721-6.
- Gaukroger, Stephen (1995). Descartes: An Intellectual Biography. Oxford: Oxford University Press. ISBN 978-0-19-823994-9.
- Grayling, A.C. (2005). Descartes: The Life and times of a Genius. New York: Walker Publishing Co., Inc. ISBN 978-0-8027-1501-2.
- Heidegger, Martin [1938] (2002) The Age of the World Picture in Off the beaten track pp. 57–85
- Keeling, S. V. (1968). Descartes. Oxford: Oxford University Press.
- Melchert, Norman (2002). The Great Conversation: A Historical Introduction to Philosophy. New York: McGraw Hill. ISBN 978-0-19-517510-3.
- Naaman-Zauderer, Noa (2010). Descartes' Deontological Turn: Reason, Will and Virtue in the Later Writings. Cambridge University Press. ISBN 978-0-521-76330-1.
- Negri, Antonio (2007). The Political Descartes. Verso.
- Ozaki, Makoto (1991). Kartenspiel, oder Kommentar zu den Meditationen des Herrn Descartes. Berlin: Klein Verlag. ISBN 978-3-927199-01-9.
- Schäfer, Rainer (2006). Zweifel und Sein – Der Ursprung des modernen Selbstbewusstseins in Descartes' cogito. Wuerzburg: Koenigshausen&Neumann. ISBN 978-3-8260-3202-8.
- Sorrell, Tom (1987). Descartes. Oxford: Oxford University Press. ISBN 978-0-19-287636-2.
- Vrooman, Jack Rochford (1970). René Descartes: A Biography. Putnam Press.
- Watson, Richard A. (31. 3. 2012). „René Descartes”. Encyclopædia Britannica. Encyclopædia Britannica Online. Encyclopædia Britannica Inc. Приступљено 31. 3. 2012.
- Watson, Richard A. (2007). Cogito, Ergo Sum: a life of René Descartes. David R Godine. 2002, reprint. Watson, Richard (2007). Cogito, Ergo Sum: The Life of René Descartes. David R. Godine Publisher. ISBN 978-1-56792-335-3.. Was chosen by the New York Public library as one of "25 Books to Remember from 2002"
- Woo, B. Hoon (2013). „The Understanding of Gisbertus Voetius and René Descartes on the Relationship of Faith and Reason, and Theology and Philosophy”. Westminster Theological Journal. 75 (1): 45—63.